# Primera Plus

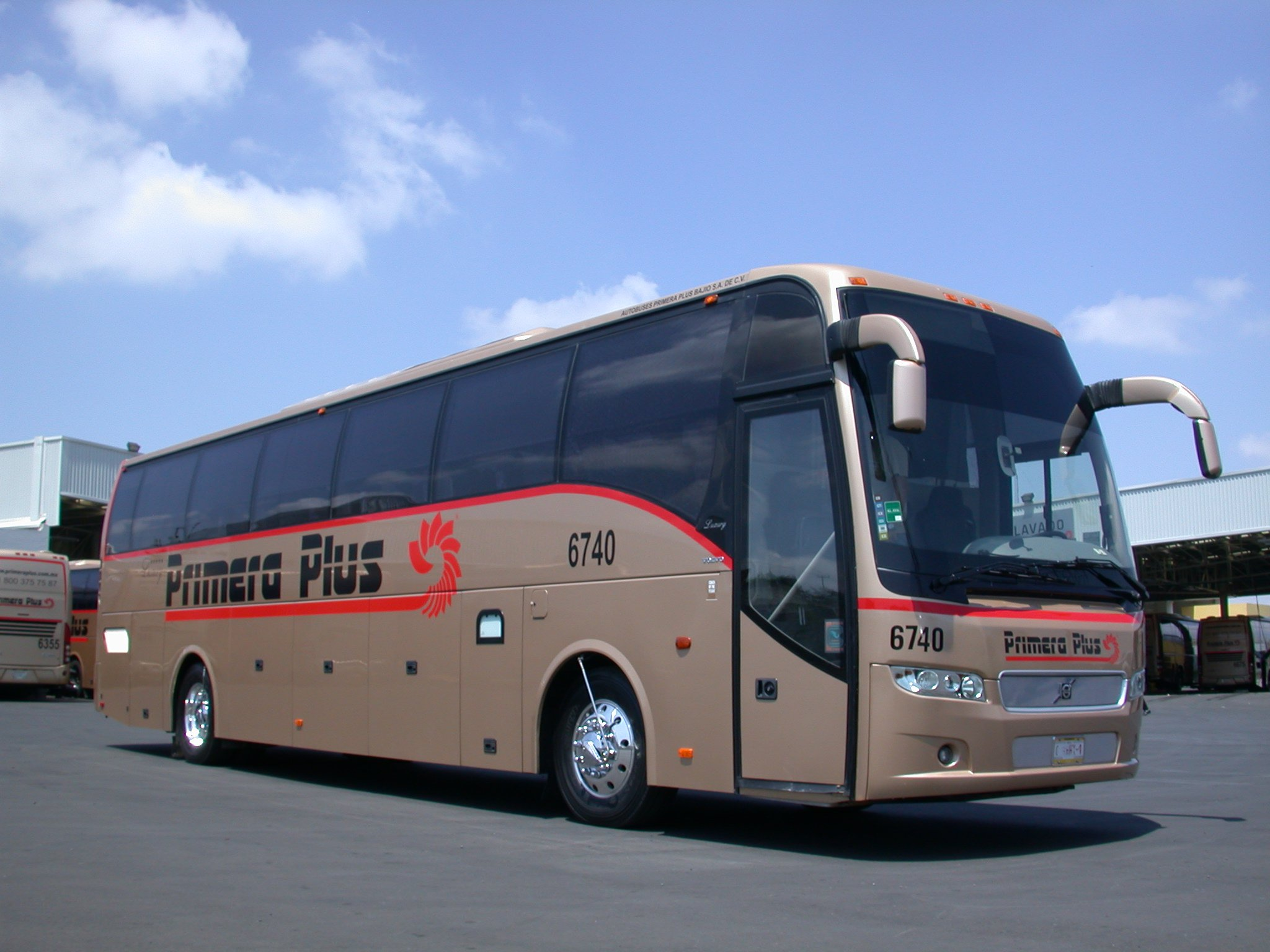
Volvo 9700 från Primera Plus

Primera Plus S.A. de C.V., grundat som Autobuses Flecha Amarilla, S.A de C.V är ett mexikanskt busstransportföretag grundat 1934. De erbjuder busservice i business class i hela centrala Mexiko med svenska Volvobussar.